# Ilarion din Kiev
Ilarion din Kiev (în rusă Иларион, în ucraineană Іларіон; n. 990 d.Hr. – d. 1055) a fost primul mitropolit al Kievului de origine slavă (toți mitropoliții dinaintea lui Ilarion au provenit din Imperiul Bizantin). 
Ilarion s-a remarcat ca scriitor bisericesc. Este considerat întemeietorul literaturii culte ruse vechi. Operele sale se remarcă prin ritmul oratoric al prozei, patos patriotic și fervoare religioasă.

## Scrieri
- Profesiune de credință ("Исповедание веры")
- 1037 - 1050: Discursul despre lege și har ("Слово о законе и благодати")
- Cuvânt către frații stâlpnici ("Слово к брату столпнику"), o scurtă antologie de sfaturi pentru călugării stâlpnici (care locuiau pe un stâlp).

## Legături externe
- en  Prezentare la Britannica Online Encyclopedia